# Mutant Mudds
Mutant Mudds è un videogioco a piattaforme sviluppato e pubblicato dalla Renegade Kid per Nintendo 3DS e Microsoft Windows. Il gioco è stato reso disponibile attraverso il Nintendo eShop in America Settentrionale il 26 gennaio 2012, ed in Europa il 21 giugno 2012.

## Modalità di gioco
Il personaggio principale del gioco è un bambino che deve salvare il mondo da una invasione di mutanti. Nei livelli di gioco sono anche presenti livelli segreti, alcuni di essi sono accessibili soltanto con l'utilizzo di gadget.
Esistono tre categorie di livelli segreti in tutto il gioco: G-Land, V-Land e CGA Land. I livelli CGA sono disponibili soltanto alla fine del gioco, quando si sblocca il personaggio 'Granny', equipaggiata di entrambi i gadget necessari per accedervi.